# باتلر بي. هير
باتلر بي. هير هو محامي وسياسي أمريكي، ولد في 25 نوفمبر 1875 في مقاطعة إيدجفيلد في الولايات المتحدة، وتوفي في 30 ديسمبر 1967 في سالودا في الولايات المتحدة. نشط حزبياً في الحزب الديمقراطي. وقد انتخب عضو مجلس النواب الأمريكي ‏.